# Соллер, Кайл
Кайл Соллер (англ. Kyle Soller; род. 1 июля 1983 года, Бриджпорт, Коннектикут, США) — американский актёр театра, кинематографа и телевидения. Обладатель Премии Лоренса Оливье и трёхкратный обладатель премии Evening Standard.

## Ранние годы
Кайл Соллер родился в Бриджпорте, штат Коннектикут, и вырос в Александрии, штат Виргиния. Он посещал Колледж Вильгельма и Марии, где изучал историю искусств. На третьем курсе он провёл семестр по обмену в Королевской академии драматического искусства (RADA) в Лондоне, после чего ему было предложено остаться и продолжить обучение. Соллер перевёлся в Академию, где и закончил своё образование.

## Театральная карьера
Соллер окончил RADA в 2008 году, после чего активно играл на британской сцене. Прорыв в карьере наступил в 2011 году, когда за 18 месяцев он сыграл роль Джима в постановке «Стеклянного зверинца», Хлестакова в адаптации «Ревизора» (оба в театре Янг-Вик) и в получившей одобрение критиков новой пьесе «The Faith Machine» в театре Ройал-Корт. Эти три работы принесли ему премию газеты Evening Standard в номинации «Выдающийся дебют».
В 2012 году в театре «Аполло» Соллер играет роль Эдмунда Тайрона в новой постановке пьесы Юджина О'Нила «Долгий день уходит в ночь», где его партнёрами были Дэвид Суше и Лори Меткалф. Позже в Нью-Йорке в театре American Airlines играет Кристиана в адаптации «Сирано де Бержерака». В 2013 году в Королевском национальном театре в пьесе «Эдвард II» исполнил роль Пирса Гавестона, в 2016 году — Георга Тесмана в «Гедде Габлер».
В 2018 году в театре Янг-Вик Стивен Долдри поставил пьесу Мэтью Лореза «Наследство». В двучастной семичасовой адаптации романа Э.М.Фостера «Говардс Энд» Кайл Соллер сыграл главную роль Эрика Гласса — прообраз главной героини романа Маргарет Шлегель. За своё исполнение актёр получил Премию Лоренса Оливье, премию газеты Evening Standard и премию Кружка театральных критиков. Актёр повторил свою роль при переносе пьесы в более крупный театр Ноэла Кауарда в Вест-Энде и после трансфера пьесы в театр Этель Бэрримор на Бродвее.

## Личная жизнь
В 2010 году Соллер женился на актрисе Фиби Фокс, с которой познакомился в Королевской академии драматического искусства.

## Фильмография
| Год       |    | Русское название                                               | Оригинальное название                                          | Роль                      |
| --------- | -- | -------------------------------------------------------------- | -------------------------------------------------------------- | ------------------------- |
| 2012      | ф  | Анна Каренина                                                  | Anna Karenina                                                  | Корсунский                |
| 2013      | ки | Company of Heroes 2                                            | Company of Heroes 2                                            | озвучивание               |
| 2013      | ф  | Пятая власть                                                   | The Fifth Estate                                               |                           |
| 2013      | с  | Непутёвая учёба                                                | Bad Education                                                  | Кевин Швиммер             |
| 2014      | ки | Kinect Sports Rivals                                           | Kinect Sports Rivals                                           | Макс (озвучивание)        |
| 2014      | ф  | Гостиная                                                       | The Keeping Room                                               | Генри                     |
| 2014      | ф  | Монстры 2: Тёмный континент                                    | Monsters: Dark Continent                                       | Карл Инкелаар             |
| 2014      | ки | Alien: Isolation                                               | Alien: Isolation                                               | озвучивание               |
| 2014      | ф  | Ярость                                                         | Fury                                                           | Первый врач               |
| 2014      | ф  | Долгий день уходит в ночь                                      | Long Day's Journey Into Night                                  | Эдмунд Тайрон             |
| 2015      | ки | Dragon Quest Heroes: The World Tree's Woe and the Blight Below | Dragon Quest Heroes: The World Tree's Woe and the Blight Below | Терри (озвучивание)       |
| 2015—2015 | с  | Американская одиссея                                           | American Odyssey                                               | Рич Александр             |
| 2015      | тф | Визит инспектора                                               | An Inspector Calls                                             | Джеральд Крофт            |
| 2015—2018 | с  | Полдарк                                                        | Poldark                                                        | Франсис Полдарк           |
| 2015      | с  | Ты, я и конец света                                            | You, Me and the Apocalypse                                     | Скотти Макнил             |
| 2016      | с  | Безмолвный свидетель                                           | Silent Witness                                                 | Маркус Чадвел             |
| 2016      | с  | Пустая корона                                                  | Hollow Crown                                                   | Клиффорд                  |
| 2016—2017 | мс | Псевдокот                                                      | Counterfeit Cat                                                | различные персонажи       |
| 2016      | ки | Dragon Quest Heroes II                                         | Dragon Quest Heroes II                                         | Терри (озвучивание)       |
| 2017      | ф  | Гедда Габлер (NTLive)                                          | Hedda Habler                                                   | Георг Тесман              |
| 2017      | ф  | Поездка в Испанию                                              | Trip to Spain                                                  | Джонатан                  |
| 2017      | ф  | Обитель теней                                                  | El secreto de Marrowbone                                       | Портер                    |
| 2018      | ф  | Титан                                                          | The Titan                                                      | доктор Эллиот Блейк       |
| 2019      | тф | Брекзит                                                        | Brexit: The Uncivil War                                        | Зак Мэссингем             |
| 2019—2020 | мс | Улица Далматинцев, 101                                         | 101 Dalmatian Street                                           | Данте                     |
| 2022      | ки | Horizon Forbidden West                                         | Horizon Forbidden West                                         | озвучивание               |
| 2022—2025 | с  | Андор                                                          | Andor                                                          | Сирил Карн                |
| 2023      | ки | Dead Island 2                                                  | Dead Island 2                                                  | Берт Майклс (озвучивание) |
| 2023      | с  | Тела                                                           | Bodies                                                         | Альфред Хиллингхед        |
| 2025      | ф  | Джей Келли                                                     | Jay Kelly                                                      |                           |
|           | ф  | Контроль                                                       | Control                                                        |                           |

### Радио
- Расследования Лавкрафта - Кейси